# Triade (économie)
Pour les articles homonymes, voir Triade.

La « triade », telle que définie par Kenichi Ohmae en 1985 : selon lui, elle se limitait alors aux États-Unis, à la CEE (limitée à dix membres) et au Japon. Ces trois aires de puissance concentrent alors la production de la richesse mondiale. Parfois, cette définition s'élargit à d'autres pays d'Asie orientale (Corée du Sud et Singapour) ou intègre la Chine littorale.

La triade désigne en géographie économique les trois pôles qui dominent l'économie mondiale qui étaient en 1985 le Japon, la CEE (composée de dix membres) et les États-Unis mais qui sont actuellement l'Asie orientale, l'Union européenne — ou l'espace économique européen — et l'Amérique du Nord.
La notion a été définie par l'économiste japonais Kenichi Ohmae en 1985. Il y désigne sous ce nom les trois marchés majeurs de la planète que sont alors le Japon, la CEE (composée de dix membres à cette date) et les États-Unis, où toute grande entreprise multinationale se doit d'être présente. La « triade » ainsi délimitée regroupe la majeure partie du PIB mondial (d'alors 75 % au début des années 1990). Les trois régions qui la composent réunissent les principaux acteurs de la mondialisation contemporaine et entretiennent des relations étroites avec leurs périphéries respectives : Amérique latine, Asie du Sud-Est, Europe de l'Est et Afrique.
La notion connaît une grande notoriété pendant deux décennies, reçoit des définitions variables (rajoutant d'autres États à la liste) et demeure un lieu commun de la géographie scolaire, mais elle perd de sa pertinence au début du XXIe siècle tel que définie par Ohmae : la « triade » qu'il avait décrite réalise seulement 31 % du PIB mondial à ppa en 2016, contre 70 % du PIB nominal au tournant du siècle.
D'autres notions permettent de mieux préciser les groupes de pays aux économies hors norme : 
- le Groupe des sept, ou G7, regroupe depuis 1975 les pays de la triade de 1985, élargie en G8 avec l'arrivée de la Russie en 1998 — suspendue depuis l'annexion de la Crimée ;
- le Groupe des vingt, ou G20, est créé en 1999 pour prendre en compte les évolutions de l'économie.

## Une notion datant de 1985
L'auteur de la notion, Kenichi Ohmae, s'est spécialisé dans l'analyse des stratégies des entreprises. Dans son livre Triad Power: The Coming Shape of Global Competition, traduit en français la même année sous le titre La Triade : émergence d'une stratégie mondiale de l'entreprise, il affirme que toute grande entreprise multinationale doit passer à la « dimension triadique », c'est-à-dire s'implanter prioritairement dans ces trois aires géographiques, pour devenir une firme globale.

### Triade élargie

La triade actuelle : en rouge les principaux États, en orange leurs périphéries intégrées respectives. La composition précise de chacun des pôles est sujet à débats, notamment vis-à-vis de la Chine.

Cette notion reste valable au début du XXIe siècle, à condition de prendre en compte les évolutions, sous la forme d'une triade élargie, ou « nouvelle triade » : l'Amérique du Nord s'est organisée au sein de l'ALÉNA, ce qui rajoute le Canada et dans une moindre mesure le Mexique comme périphéries intégrées des États-Unis. La CEE est devenue l'Union européenne, passant de dix à 28 membres et intégrant toute l'Europe centrale et une partie de l'Europe orientale. Enfin le Japon n'est plus la seule puissance économique d'Asie de l'Est, avec le développement principalement de la Chine, ainsi que de la Corée du Sud et de Taïwan (l'Asie du Sud-Est tend à devenir une périphérie intégrée, à travers l'accord de libre-échange ASEAN+3).

### Triadisation
La « triadisation » désigne le renforcement des échanges économiques entre les trois pôles. C'est toute l'économie mondiale qui se « triadise », cette mondialisation laissant un peu à la marge les autres territoires dont les échanges se développent moins vite.

## Les facteurs de la puissance
L'intensité des échanges entre ces trois pôles s'explique principalement par les liens historiques, culturels, politiques puissants, marginalisant ainsi les autres espaces du système-monde, notamment les continents sud-américain et africain. Le géographe français Laurent Carroué définit la triade en 2006 comme « [rassemblant] les États dominants (États-Unis, Canada, Europe occidentale, Japon et Corée du Sud) qui contrôlent l'essentiel du pouvoir politique et économique du monde, possèdent les capitaux et maîtrisent les technologies et l'information. 20 % de la population dispose de 80 % du PNB, 70 % de l’industrie, 85 % de la recherche développement, 60 % des services de transports et du stock d’IDE. »

### Puissance économique
La triade est le véritable cœur économique du système-monde. Si on prend en compte la production de richesse, les trois pôles de la triade (au sens large) totalisent les trois quarts du PIB mondial 2014, à raison d'à peu près un quart pour chacun des trois ensembles.
| Aires géographiques                                                                | États / régions         | Produit intérieur brut (PIB) 2016 | Produit intérieur brut (PIB) 2016 | Produit intérieur brut (PIB) 2016 | Balance extérieure 2016        | Balance extérieure 2016 | Revenu national brut (RNB) 2016 | Revenu national brut (RNB) 2016 | Revenu national brut (RNB) 2016 |
| Aires géographiques                                                                | États / régions         | nominal ($ constants 2010)        | à ppa ($ constants 2011)          | croissance (% PIB/an)             | biens et services ($ courants) | paiements (% PIB/an)    | nominal ($ constants 2010)      | à ppa ($ constants 2011)        | croissance (% RNB/an)           |
| ---------------------------------------------------------------------------------- | ----------------------- | --------------------------------- | --------------------------------- | --------------------------------- | ------------------------------ | ----------------------- | ------------------------------- | ------------------------------- | ------------------------------- |
| Asie de l'Est                                                                      | Chine                   | 9 807 183                         | 20 313 042                        | 6,7                               | 281 662                        | 2,3                     | 9 779 913                       | 20 252 941                      | 6,7                             |
| Asie de l'Est                                                                      | Japon                   | 6 052 672                         | 4 861 668                         | 0,9                               | 48 093                         | 1,0                     | 6 048 222                       | 4 859 665                       | −2,8                            |
| Asie de l'Est                                                                      | Corée du Sud            | 1 305 948                         | 1 794 646                         | 2,9                               | 96 993                         | 7,0                     | 1 309 540                       | 1 799 833                       | 2,9                             |
| Asie de l'Est                                                                      | Singapour               | 299 170                           | 463 282                           | 2,4                               | 80 935                         | 19,0                    | 284 079                         | 439 764                         | 0,9                             |
| Asie de l'Est                                                                      | Totaux (4 pays)         | 17 464 973                        | 27 432 638                        | —                                 | 507 682                        | —                       | 20 971 879                      | 27 352 203                      | —                               |
| Amérique du Nord (ALÉNA)                                                           | États-Unis              | 16 920 328                        | 17 269 670                        | 1,5                               | 521 239                        | −2,4                    | 17 045 694                      | 17 497 593                      | 1,4                             |
| Amérique du Nord (ALÉNA)                                                           | Canada                  | 1 828 002                         | 1 568 018                         | 1,4                               | −37 110                        | −3,2                    | 1 803 390                       | 1 547 200                       | 1,6                             |
| Amérique du Nord (ALÉNA)                                                           | Mexique                 | 1 259 037                         | 2 194 541                         | 2,9                               | −21 306                        | −2,2                    | 1 216 057                       | 2 120 054                       | 1,6                             |
| Amérique du Nord (ALÉNA)                                                           | Totaux (3 pays)         | 20 007 367                        | 21 032 229                        | —                                 | 462 824                        | —                       | 20 065 142                      | 21 164 847                      | —                               |
| Espace économique européen (EEE) et Association européenne de libre-échange (AELE) | Allemagne               | 3 781 699                         | 3 658 901                         | 1,9                               | 277 223                        | 8,5                     | 3 846 354                       | 3 722 419                       | 1,8                             |
| Espace économique européen (EEE) et Association européenne de libre-échange (AELE) | France                  | 2 806 036                         | 2 544 859                         | 1,2                               | −20 164                        | −0,9                    | 2 855 934                       | 2 587 593                       | 1,3                             |
| Espace économique européen (EEE) et Association européenne de libre-échange (AELE) | Italie                  | 2 080 645                         | 2 101 062                         | 0,9                               | 60 468                         | 2,6                     | 2 085 365                       | 2 105 784                       | 1,6                             |
| Espace économique européen (EEE) et Association européenne de libre-échange (AELE) | Espagne                 | 1 464 509                         | 1 548 866                         | 3,3                               | 37 330                         | 1,9                     | 1 464 179                       | 1 548 231                       | 3,5                             |
| Espace économique européen (EEE) et Association européenne de libre-échange (AELE) | Pays-Bas                | 890 136                           | 805 017                           | 2,2                               | 85 559                         | 8,4                     | 879 510                         | 795 504                         | 1,6                             |
| Espace économique européen (EEE) et Association européenne de libre-échange (AELE) | Pologne                 | 572 132                           | 988 583                           | 2,9                               | 19 079                         | −0,3                    | 549 130                         | 948 611                         | 2,3                             |
| Espace économique européen (EEE) et Association européenne de libre-échange (AELE) | Totaux (zone euro)      | 13 372 441                        | 13 065 981                        | 1,8                               | —                              | —                       | 13 370 218                      | 13 062 794                      | 1,9                             |
| Espace économique européen (EEE) et Association européenne de libre-échange (AELE) | Royaume-Uni             | 2 757 620                         | 2 578 518                         | 1,9                               | −54 922                        | −5,8                    | 2 711 810                       | 2 537 204                       | 2,1                             |
| Espace économique européen (EEE) et Association européenne de libre-échange (AELE) | Totaux (UE à 28 pays)   | 18 306 728                        | 18 586 426                        | 2,0                               | —                              | —                       | 18 223 377                      | 18 466 776                      | 2,0                             |
| Espace économique européen (EEE) et Association européenne de libre-échange (AELE) | Suisse                  | 642 090                           | 480 810                           | 1,4                               | 75 049                         | 9,5                     | —                               | —                               | —                               |
| Espace économique européen (EEE) et Association européenne de libre-échange (AELE) | Totaux (29 pays)        | 18 948 818                        | 19 067 236                        | —                                 | —                              | —                       | —                               | —                               | —                               |
| Autres aires émergentes ou industrialisées                                         | Inde                    | 2 466 177                         | 8 071 782                         | 7,1                               | −39 102                        | −0,5                    | 2 437 809                       | 7 979 305                       | 7,1                             |
| Autres aires émergentes ou industrialisées                                         | Brésil                  | 2 256 907                         | 2 923 155                         | −3,5                              | 7 444                          | −1,3                    | —                               | —                               | —                               |
| Autres aires émergentes ou industrialisées                                         | Russie                  | 1 654 434                         | 3 581 297                         | −0,2                              | 66 454                         | 1,9                     | 1 611 457                       | 3 494 436                       | −0,1                            |
| Autres aires émergentes ou industrialisées                                         | Australie               | 1 349 305                         | 1 077 223                         | 2,8                               | −27 367                        | −3,1                    | 1 321 039                       | 1 056 488                       | 2,7                             |
| Autres aires émergentes ou industrialisées                                         | Turquie                 | 1 122 512                         | 1 888 936                         | 3,2                               | −24 923                        | −3,8                    | 1 110 627                       | 1 868 544                       | 3,2                             |
| Autres aires émergentes ou industrialisées                                         | Indonésie               | 1 037 864                         | 2 811 266                         | 5,0                               | 7 486                          | −1,8                    | 1 005 912                       | 2 725 134                       | 5,2                             |
| Autres aires émergentes ou industrialisées                                         | Arabie saoudite         | 690 069                           | 1 627 437                         | 1,7                               | 2 750                          | −3,7                    | 703 632                         | 1 656 688                       | 1,2                             |
| Autres aires émergentes ou industrialisées                                         | Iran                    | 540 581                           | 1 484 946                         | 13,4                              | 6 677                          | —                       | 541 932                         | 1 488 651                       | 13,4                            |
| Autres aires émergentes ou industrialisées                                         | Nigeria                 | 456 775                           | 1 010 804                         | −1,6                              | −9 252                         | 0,7                     | 449 091                         | 990 501                         | −1,1                            |
| Autres aires émergentes ou industrialisées                                         | Argentine               | 447 518                           | 814 886                           | −1,8                              | −5 295                         | −2,6                    | 429 753                         | 783 003                         | −2,2                            |
| Autres aires émergentes ou industrialisées                                         | Afrique du Sud          | 421 209                           | 688 245                           | 0,6                               | 1 818                          | −2,7                    | 409 438                         | 669 280                         | 0,3                             |
| Autres aires émergentes ou industrialisées                                         | Thaïlande               | 407 015                           | 1 081 557                         | 3,3                               | 59 963                         | 11,7                    | 388 074                         | 1 030 937                       | 3,9                             |
| Autres aires émergentes ou industrialisées                                         | Colombie                | 366 457                           | 639 063                           | 2,0                               | −19 467                        | −4,3                    | 363 511                         | 634 945                         | 3,1                             |
| Autres aires émergentes ou industrialisées                                         | Égypte                  | 260 816                           | 987 900                           | 4,3                               | −31 064                        | −6,0                    | 257 125                         | 974 583                         | 4,7                             |
| Autres aires émergentes ou industrialisées                                         | Pakistan                | 227 867                           | 938 422                           | 5,5                               | −19 547                        | −2,5                    | 241 842                         | 995 959                         | 5,6                             |
| Autres aires émergentes ou industrialisées                                         | Totaux (15 pays)        | 13 705 504                        | 29 626 918                        | —                                 | −23 424                        | —                       | —                               | —                               | —                               |
| Monde                                                                              | Totaux (OCDE à 36 pays) | 49 607 641                        | 50 157 421                        | 1,7                               | —                              | —                       | 49 548 286                      | 50 134 862                      | 1,2                             |
| Monde                                                                              | Totaux (tous pays)      | 77 631 270                        | 112 260 716                       | 2,5                               | —                              | —                       | 77 576 839                      | 112 189 724                     | 2,3                             |

La montée en puissance des pays émergents, surtout de la Chine, a remis en cause la triade telle que définie en 1985 : cette dernière représentait 74,2 % du PIB nominal mondial en 2005, 72,1 % en 2006, 70 % en 2007 et 67,7 % en 2008, tandis que le groupe des BRICS (Brésil, Russie, Inde, Chine et Afrique du Sud) en représentent 10,3 % en 2005, 11,6 % en 2006, 12,9 % en 2007 et 13,8 % en 2008.

#### Firmes transnationales
La triade est un regroupement des principales entreprises industrielles et financières de la planète. Elle concentre en 2008, 74 % des 500 premières entreprises du monde (classement Global Fortune 500 par le chiffre d'affaires). Ces pôles accueillent les principaux sièges sociaux des firmes multinationales (FMN) ou transnationales (FTN) :
- du pétrole (BP, Shell, Sinopec, PetroChina, ExxonMobil, Chevron, Total…) ;
- de l'automobile (Toyota, Volkswagen, General Motors, Kia Motors, Ford, Honda, SAIC, Renault-Nissan…) ;
- de la distribution (Walmart, CVS Health, Tesco, Carrefour, Metro...) ;
- du gaz et de l'électricité (State Grid, E.ON, General Electric, Engie, Enel, EDF, TEPCO...) ;
- de la chimie (DuPont, BASF, Dow Chemical, Bayer…) ;
- de l'électronique (Apple, Samsung, HP, Sony, Microsoft, Toshiba...) ;
- de l'agroalimentaire (Nestlé, Pepsico, Unilever, Coca-Cola, Danone, Kraft Foods…), etc.

| États        | 2000 | 2011 | 2012 | 2013 | 2014 | 2015  |
| ------------ | ---- | ---- | ---- | ---- | ---- | ----- |
| États-Unis   | 179  | 133  | 132  | 132  | 128  | 564   |
| Chine        | 10   | 61   | 73   | 89   | 95   | 265   |
| Japon        | 107  | 68   | 68   | 62   | 57   | 225   |
| Royaume-Uni  | 38   | 30   | 26   | 27   | 28   | 93    |
| France       | 37   | 35   | 32   | 31   | 31   | 66    |
| Corée du Sud | 12   | 14   | 13   | 14   | 17   | 61    |
| Canada       | 12   | 11   | 11   | 9    | 10   | 57    |
| Allemagne    | 37   | 34   | 32   | 29   | 28   | 52    |
| Suisse       | 11   | 15   | 15   | 14   | 13   | 48    |
| Pays-Bas     | 10   | 13   | 13   | 11   | 13   | 27    |
| Totaux       | 500  | 500  | 500  | 500  | 500  | 2 000 |

#### Puissances financières
La triade est également le cœur financier du monde. Elle détient :
- les principales réserves d'or (les banques centrales de la zone euro représentent 33 % des 31 977 tonnes d'or en stock dans le monde en février 2015, le Trésor américain 25 %, le FMI 8,8 % et l'Asie de l'Est 6 %)[13] et de devises étrangères (stockées surtout en Chine, au Japon et en Europe)[14] ;
- les six principales monnaies (dollar, euro, yuan, livre sterling, yen et franc suisse ; les trois premières sont parfois représentées ironiquement par le sigle « ¥€$ ») ;
- les dix plus grandes bourses en matière de capitalisation : NYSE (New York), NASDAQ (New York), JPX (Tokyo), LSE (Londres), Euronext (Amsterdam, Paris, Bruxelles et Lisbonne), HKEx (Hong Kong), SSE (Shanghai), TMX (Toronto et Montréal), SZSE (Shenzhen) et FWB (Francfort)[15] ;
- les plus grandes banques et institutions financières du monde : ICBC, Citigroup, CCB, Bank of America, Bank of China, Axa, Allianz, HSBC, JPMorgan Chase, Wells Fargo, etc. ;
- elle concentre en son sein l'émission et la réception de la très grande majorité des investissements à l'étranger (IDE)[16]…

#### Flux commerciaux

Les trois pôles de la triade concentrent entre eux les flux commerciaux internationaux. NB : l'OMC regroupe sous le terme « Asie » l'Asie de l'Est, l'Asie du Sud, l'Asie du Sud-Est et l'Océanie.

Non seulement les principaux flux marchands, de marchandises comme de services, proviennent des trois pôles, mais la majorité du commerce international se fait entre les pays de la triade : ils représentent en 2013 68 % des exportations mondiales de marchandises et 70 % des importations.
Le commerce maritime est d'ailleurs essentiellement assuré par les transporteurs européens, est-asiatiques et nord-américains : Mærsk, MSC, CMA-CGM, Hapag-Lloyd, Evergreen, COSCO, CSCL, Hanjin, MOL, Hamburg Süd, OOCL, APL... Par ailleurs, les principaux ports et façades maritimes (celle nord-européenne, ainsi que celles de la mer Jaune, du delta du Yangzi, de la rivière des Perles, du golfe du Mexique et de la côte Pacifique japonaise) de la planète se trouvent sur ces espaces.
| États         | Exportations de marchandises (part) | Exportations de services (part) | Importations de marchandises (part) | Importations de services (part) |
| ------------- | ----------------------------------- | ------------------------------- | ----------------------------------- | ------------------------------- |
| Chine         | 2 209 (11,7 %)                      | 205 (4,4 %)                     | 1 950 (10,3 %)                      | 329 (7,5 %)                     |
| États-Unis    | 1 580 (8,4 %)                       | 662 (14,3 %)                    | 2 329 (12,3 %)                      | 432 (9,8 %)                     |
| Allemagne     | 1 453 (7,7 %)                       | 286 (6,2 %)                     | 1 189 (6,3 %)                       | 317 (7,2 %)                     |
| Japon         | 715 (3,8 %)                         | 145 (3,1 %)                     | 833 (4,4 %)                         | 162 (3,7 %)                     |
| Pays-Bas      | 672 (3,6 %)                         | 147 (3,2 %)                     | 590 (3,1 %)                         | 127 (2,9 %)                     |
| France        | 580 (3,1 %)                         | 236 (5,1 %)                     | 681 (3,6 %)                         | 189 (4,3 %)                     |
| Corée du Sud  | 560 (3 %)                           | 112 (2,4 %)                     | 516 (2,7 %)                         | 106 (2,4 %)                     |
| Royaume-Uni   | 542 (2,9 %)                         | 293 (6,3 %)                     | 655 (3,5 %)                         | 174 (4 %)                       |
| Extra-UE à 28 | 2 307                               | 891                             | 2 235                               | 668                             |
| Total monde   | 18 816                              | 4 645                           | 18 890                              | 4 380                           |

### Puissance militaire
La triade représente 81 % des 1 776 milliards de dollars de dépenses en 2014 du budget militaire mondial (dont 34 % rien que pour les États-Unis, 12 % pour la Chine, 3,5 % pour la France et 3,4 % pour le Royaume-Uni). Les seules grandes puissances militaires qui ne soient pas dans la triade sont la Russie et l'Arabie saoudite.
La triade compte la puissance militaire dominante de la planète, les forces armées des États-Unis, dont la marine contrôle les océans, s'appuyant sur ses alliés (dans le cadre de l'OTAN, du traité avec le Japon, etc.) et sur un important réseau de bases outre-mer. À ces dernières s'ajoutent trois puissances militaires de premier rang, l'Armée populaire de libération (chinoise, la première armée du monde en termes d'effectifs), les forces armées françaises et les forces armées britanniques, toutes les quatre disposant d'un armement thermonucléaire et des vecteurs (missiles intercontinentaux et sous-marins lance-missiles) pour frapper n'importe où.
Elle est aussi le lieu d'implantation des principales firmes de l'aéronautique et de l'aérospatiale militaire : Boeing, Lockheed Martin, BAE Systems, General Dynamics, AVIC, Airbus Group, Raytheon, Changhe, Chengdu, General Atomics...

### Puissance diplomatique
Les pays ayant les plus importants réseaux d'ambassades sont surtout des pays de la triade, les États-Unis, la Chine, la France, le Saint-Siège, le Royaume-Uni, l'Allemagne et le Japon en tête. Le G7 est d'ailleurs composé uniquement de pays de la triade : États-Unis, Japon, Allemagne, France, Royaume-Uni, Italie et Canada (avec l'UE invitée systématiquement).
Pour des raisons souvent historiques, les organisations internationales ont souvent été créées grâce à des initiatives et des accords entre pays de la triade, c'est ainsi que ce sont créés l'ONU dont le siège est à New York (et dont les cinq membres permanents du conseil de sécurité appartiennent presque tous à la triade : les États-Unis, la France, le Royaume-Uni, la Russie et la Chine), le FMI et la Banque mondiale dont les sièges sont à Washington, l'OMC et l'OMS à Genève, l'UNESCO et l'OCDE à Paris, la FAO à Rome, l'AIEA à Vienne, la CPI à La Haye, etc.

### Puissance culturelle
(novembre 2014).

#### Une langue partagée: l'anglais
Aujourd'hui, l'anglais s'est imposé comme :
- la langue des affaires privées (grandes entreprises, commerce…) et publiques (langue officielle des grands institutions internationales) ;
- la langue des échanges.

#### Les meilleures universités
D'après les classements annuels,, la triade occupe la quasi-totalité des places ; les universités américaines y sont les plus nombreuses et les plus prestigieuses.
| Pays             | %    | %    |
| Pays             | 2007 | 2017 |
| ---------------- | ---- | ---- |
| États-Unis       | 54   | 48   |
| Union européenne | 33   | 29   |
| Japon            | 6    | 3    |
| Canada           | 4    | 4    |
| Australie        | 2    | 6    |
| Suisse           | 0    | 5    |
| Israël           | 1    | 1    |

#### Un niveau de vie comparable
Le niveau de développement des pays de la Triade assure à leur population les plus hauts niveaux de vie du monde en particulier les pays nordiques de l'Union européenne. Plus de 97 % de la population dispose de l'électricité, de l'eau potable, d'un système d'assainissement ou d'un téléphone portable. L'ensemble de la population dispose d'un système de retraite contre 13,7 % en Chine (Agence Chine nouvelle) et de filets de sécurité en cas de parcours personnels ou professionnels difficiles (salaire minimum, accès aux soins vitaux gratuitement…).
La Triade concentre l'essentiel des personnes disposant de plus de 1 million $ d'actifs financiers (hors immobilier) en 2008. Les États-Unis, le Japon et l'Allemagne concentrent 54 % des millionnaires dans le monde (ils sont 8,6 millions soit 0,12 % de la population mondiale).
| Pays             | %    | %    |
| Pays             | 2006 | 2008 |
| ---------------- | ---- | ---- |
| États-Unis       | 31   | 29   |
| Union européenne | 21   | 21   |
| Japon            | 16   | 16   |
| Chine            | 4    | 5    |
| Brésil           | 1    | 0    |

## Une puissance contestée
(novembre 2014).

### Des accusations virulentes
Les pays de la Triade sont confrontés à des critiques de plus en plus vives, accusés lors des forums mondiaux sociaux et par certaines ONG écologistes et/ou altermondialistes :
- d'être responsable du réchauffement climatique en ayant pollué pendant des siècles sans contrainte ;
- de piller les richesses des pays moins riches directement ou indirectement par le soutien de gouvernement corrompu ;
- d'imposer un impérialisme économique ;
- de mépriser les cultures non occidentales…

Si celles-ci prennent souvent la forme d'une contestation pacifique (manifestations, boycotts de produits…), elles relèvent parfois d'actes terroristes comme ce fut le cas en septembre 2001.

### Contestation par les BRICS

Pays membres du Groupe des vingt
Pays participants en tant que membres de l'Union européenne
Pays « invités » en 2017

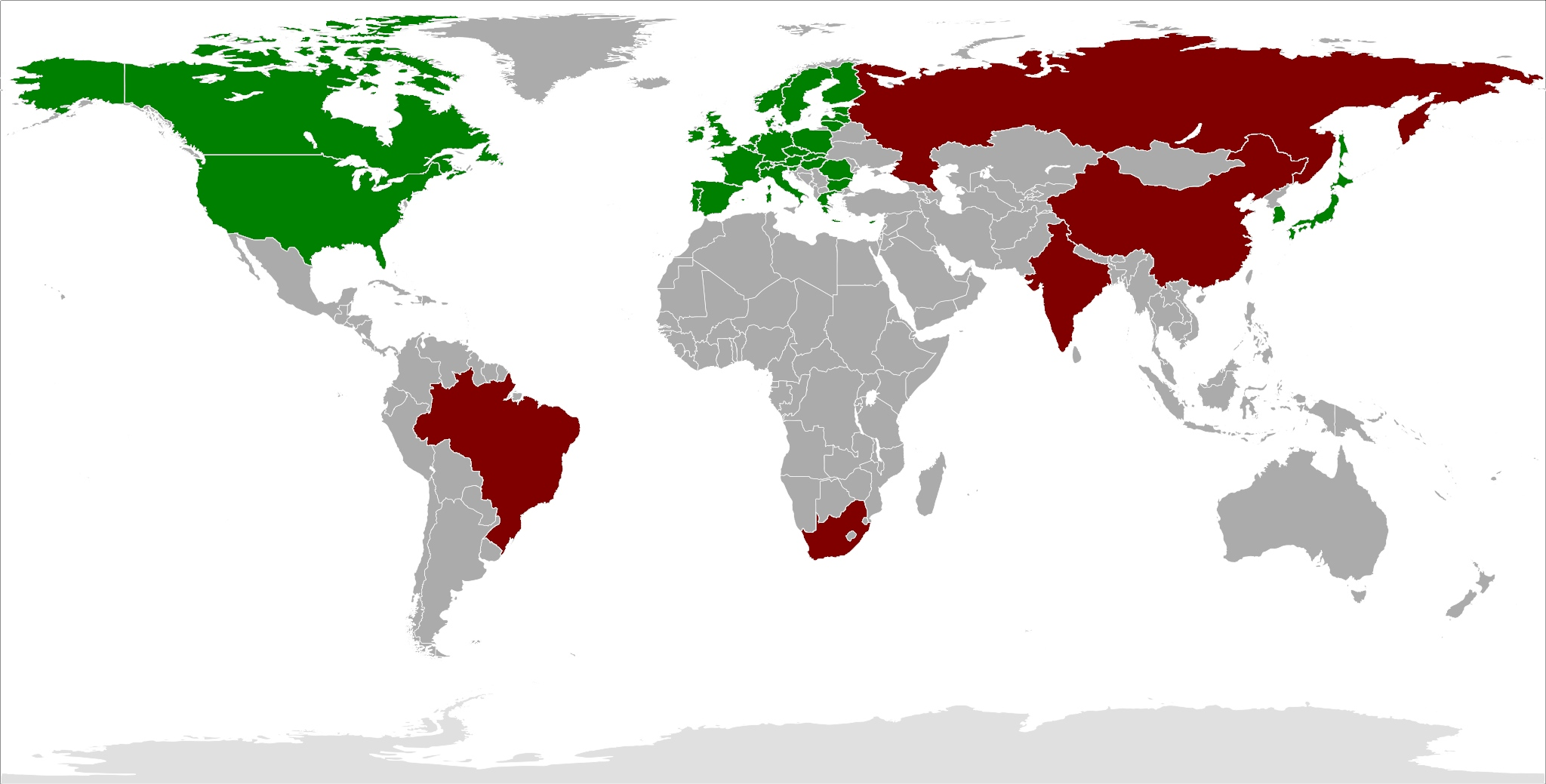
Vue d'artiste: L'EEE, les EU, le Japon et la C du Sud en vert représentant une Triade, le Brésil, la Russie, l'Inde, la Chine et l'Af. du sud
en rouge représentant les BRICS.

La montée en puissance de la Chine, de la Russie, de l'Inde, du Brésil et de l'Afrique du Sud dans l'économie mondiale tend à redistribuer les cartes de la puissance économique et financière. La Chine en est le parfait symbole. Géant émergeant, elle est déjà la 1re puissance économique mondiale (en parité de pouvoir d'achat, 2e en termes nominaux), la détentrice des premières réserves mondiales de change et un des principaux créateurs de richesse au monde. La Russie est une grande puissance économique déjà développée et industrialisée ; et a un niveau de vie comparable aux pays de la triade. Elle est le premier producteur de gaz naturel et de pétrole au monde et est dans le top 5 mondial des ressources minières (houille, fer, nickel, diamant, etc.).
Néanmoins, ce « contre-pouvoir », pour peser, doit d'abord respecter les règles qui ont été créées par la Triade (OMC, propriété industrielle, respect de l'environnement…). De plus, la corruption paralyse le développement de son économie.
En pratique, la plupart des pays du G7 et des BRICS se retrouvent dans le Groupe des vingt.